# Мороз, Владимир Викторович
Владимир Викторович Мороз  (укр. Володимир Вікторович Мороз; 24 октября 1967, Курахово, Донецкая область — 21 апреля 2025) — украинский политик, народный депутат Украины IX созыва (2019—2025).

## Биография
Родился 24 октября 1967 года в городе Курахово, Донецкая область, Украинская ССР, СССР. В 1996 году окончил Харьковский национальный университет строительства и архитектуры, а в 2005 году завершил обучение в Университете Григория Сковороды в Переяславе.
В ранние годы карьеры являлся электрогазосварщиком 3-го и 4-го разряда, а затем был назначен заместителем директора по снабжению предприятия «Донагросервис» в своём родном городе. В 2010 году был назначен на пост заместителя мэра города по вопросам жилищно-коммунального хозяйства и благоустройства города, а в декабре 2014 года возглавил Марьинский район.
На парламентских выборах 2019 года выдвинул свою кандидатуру в депутаты Верховной рады от партии Оппозиционная платформа — За жизнь, баллотируясь от 59-го избирательного округа Угледара, одержав впоследствии победу в ходе голосования.
В 2022 году стал членом вновь образованной депутатской группы «Восстановление Украины».
Скончался 21 апреля 2025 года в возрасте 57 лет.